# Monte Santo (kommun)
Monte Santo är en kommun i Brasilien.   Den ligger i delstaten Bahia, i den östra delen av landet, 1 100 km nordost om huvudstaden Brasília. Antalet invånare är 52 360.
Följande samhällen finns i Monte Santo:
- Monte Santo

Omgivningarna runt Monte Santo är huvudsakligen savann. Runt Monte Santo är det glesbefolkat, med 16 invånare per kvadratkilometer.